# Морингова олія
Морингова олія — рослинна олія, що видобувається з моринги маслянистої (Moringa oleifera Lam.). Використовується як харчовий продукт, лікувальний та косметичний засіб. Інші назви цієї олії: Huile de moringa vierge, Moringa pterygosperma, huile de Ben ou Behen, Ben-oil, behen oil, Drumstick Oil, бегенова олія, murungai. Видобувається методом холодного чавлення, зберігається 2-5 років. Діє на шкіру як сильний антиоксидант.

## Хімічний склад
Містить такі жирні кислоти:
- міристинова кислота — 0,1 %,
- пальмітинова кислота — 4,5—5,5 %
- пальмітолеїнова кислота — 1,2—1,5 %
- маргаринова кислота — 0,1 %
- стеаринова кислота — 0,1 %
- маргаролеїнова кислота — 5,4—5,7 %
- олеїнова кислота — 71,0—73,0 %
- лінолева кислота — 0,4—0,7 %
- ліноленова кислота — 0,1 %
- арахінова кислота — 3,4—4,0 %
- гадолеінова кислота — 2—2,2 %
- бегенова кислота — 6,8—9,0 %
- ерукова кислота — 0,1 %
- лігноцеринова кислота — 0,9—1,1 %

Також містить кальцій, залізо, вітаміни Е, С, А, В, і не менш ніж 10 амінокислот.

## Застосування
Як косметичний засіб морингова олія була відома ще давнім грекам та індійцям. Індійська Аюрведа стверджує, що вона має протипухлинну, жарознижуючу, протиепілептичну, протизапальну, противиразкову, спазмолітичну, сечогінну, антигіпертензивну, холестеринознижуючу, антиоксидантну, антибактеріальну і протигрибкову дію. Зараз використовується для лікування різних хвороб в «корінних» системах медицини, в зокрема, в Південній Азії. На Мадагаскарі використовується для заспокоєння і пом'якшення шкіри немовлят.
В сучасному виробництві перш за все її використовують при виготовленні парфумів, кремів, шампунів, помади та мила найвищого ґатунку. Морингова олія вдало поєднує антиревматичні, протизапальні, антиспазматичні, антиоксидантні, живильні, очисні властивості. Хімічні сполуки, що містяться у ній, сприяють відновленню метаболічного балансу у жінок.
Властивості морингової олії при зовнішньому застосуванні:
- антиоксидантна — завдяки мікропротеїну насіння моринги вона запобігає проникненню в шкіру окисів металів із забрудненого повітря, захищає фібробласти від ртуті та кадмію, нейтралізує шкідливий вплив на шкіру тютюнового диму, зменшує у ній вміст вільних радикалів;[4]
- очисна — ця олія здатна видаляти поверхневі та глибокі забруднення пор шкіри, деякі косметичні вади такі як чорні крапки і плями;
- регенераційна — при регулярному застосуванні олія сприяє відновленню пошкодженої та виснаженої шкіри, сприяє росту волосся, заживленню порізів, дрібних опіків, укусів комах;
- профілактична (запобігання старінню) — посилює еластичність та гладкість шкіри, зменшує кількість зморшок, запобігає провисанню м'язів обличчя;
- зволожуюча — при нанесенні морингова олія швидко вбирається в шкіру, відновлює водний баланс надто сухої шкіри;
- лікувальна — за допомогою морингової олії можна боротися з такими захворюваннями шкіри як прищі та вугри. При регулярному застосуванні вона запобігає рецидиву хвороби;
- фотозахисна — моринга багата на тирозин, що сприяє виробленню меланіну у шкірі, містить багато міді, яка підсилює дію меланіну, а також відрізняється високим вмістом кальцію, який підвищує енергію клітин шкіри і сприяє гарній засмазі;
- фіксуюча — при додаванні до парфумів здатна поглинати і утримувати навіть найнестійкіші аромати. Здатність цієї олії зберігати аромат високо цінується парфумерами.[5]

Всередину вживають для лікування хвороб кишки, печінки, при розладах шлунка, в тому числі і кольках у немовлят. Використовується як кулінарний жир і як консервант у харчовій промисловості. Додавання моринги у нестабільні олії дозволяє збільшити термін їх зберігання.
Олія з насіння моринги не поступається найкращому флорентійському маслу як наповнювач для ламп. Вона горить чистим полум'ям, без кіптяви, і часто застосовується для виготовлення витяжок з квіткових пелюсток (анфлераж).